# Вальстрём, Маргот
Маргот Элизабет Вальстрём (швед. Margot Elisabeth Wallström; род. 28 сентября 1954[…], Коге) — шведский политик и государственный деятель от Социал-демократической рабочей партии Швеции; министр иностранных дел Швеции (2014—2019).

## Биография
Родилась 28 сентября 1954 года в Коге, в Шеллефтео; там же окончила среднюю школу. В 1973 году она начала свою карьеру в качестве банковского клерка в сберегательном банке «Альфа» в Карлстаде. Там она проработала с 1977 по 1979 год, а с 1986 по 1987 была бухгалтером в «Альфе». Вальстрём был генеральным директором региональной телесети в Вермланде, Швеция, с 1993 по 1994 год. До назначения на пост комиссара ЕС она была исполнительным вице-президентом Worldview Global Media в Коломбо, Шри-Ланка.
Когда Маргот Вальстрём было 25 лет, ее избрали в парламент. Она была комиссаром по окружающей среде с 1999 по 2004 год, а в правительстве Швеции она была министром по делам потребителей, женщин и молодежи с 1988 по 1991 год, министром культуры с 1994 по 1996 год и министром социальных дел с 1996 по 1998 год. В 1999 году вошла в Еврокомиссию как комиссар по окружающей среде, впоследствии была её первым вице-президентом и комиссаром по межинституциональным связям. В 2004 году Вальстрём стала первым членом Европейской комиссии, который вел блог. Спецпредставитель генсека ООН по вопросам сексуального насилия в условиях конфликтов с 2010 года.
3 октября 2014 года, когда лидер социал-демократов Стефан Лёвен стал премьер-министром, Вальстрём была назначена в правительство Швеции министром иностранных дел. 30 октября 2014 года Вальстрём стал первым министром иностранных дел ЕС, признавшим Государство Палестина. В феврале 2018 года Вальстрём отменила свой визит в Турцию, который должен был состояться через две недели, в знак протеста против турецкого вторжения в северную Сирию, направленного на изгнание поддерживаемых США сирийских курдов из анклава Африн. Она критиковала отсутствие прав женщин в Саудовской Аравии. В мае 2015 года Генеральный секретарь Организации Объединенных Наций Пан Ги Мун назначил Вальстрём членом Группы высокого уровня по гуманитарному финансированию — инициативы, направленной на подготовку рекомендаций для Всемирного саммита по гуманитарным вопросам 2016 года. Цель была достигнута 28 июня 2016 года.
Одной из основных внешнеполитических целей Вальстрём заключалась в том, чтобы обеспечить Швеции одно из непостоянных мест в Совете Безопасности ООН на выборах 2016 года.
В 2006 году была признана самой популярной женщиной Швеции.

## Публикации
- 2004 — книга (совместно с депутатом Европарламента Йораном Фармом): «Народная Европа или Почему так трудно любить ЕС?»[12]
- 2007 — Предисловие к шведскому переводу книги Эла Гора «Неудобная правда».[13]